# Fern Buchner
Fern Buchner (22 marzo 1929 – Henderson, 23 settembre 2016) è stata una truccatrice e costumista statunitense.

## Biografia
Durante la sua carriera lavorò in Italia (La mortadella, Pomodori verdi fritti alla fermata del treno) e di seguito negli Stati Uniti collaborando con Woody Allen facendo non solo make up ma anche la costumista.
È morta il 23 settembre 2016, aveva 87 anni.

## Filmografia parziale
- La mortadella - (1971)
- Tutti gli uomini del presidente (1976)
- Io e Annie (1977)
- Interiors (1978)
- Manhattan (1979)
- I falchi della notte (Nighthawks), regia di Bruce Malmuth (1981)
- Una commedia sexy in una notte di mezza estate (1982)
- Zelig (1983)
- Broadway Danny Rose (1984)
- La rosa purpurea del Cairo (1985)
- Hannah e le sue sorelle (1986)
- Radio Days (1987)
- Settembre (1987)
- New York Stories (1989)
- Crimini e misfatti (1989)
- Alice (1990)
- La famiglia Addams (1991)
- Pomodori verdi fritti alla fermata del treno (1991)
- Mariti e mogli (1992)
- La famiglia Addams 2 (1993)
- Misterioso omicidio a Manhattan (1993)
- La dea dell'amore (1995)
- Tutti dicono I Love You (1996)
- Omicidio in diretta (1998)